# 惑星 (航空機)
惑星（わくせい）は、大日本帝国海軍が構想した艦上爆撃機。実機は製作されていない。また、名称は仮称されたものであり、略符号付与にも至っていない。

## 概要
1943年（昭和18年）末頃に、海軍航空技術廠（空技廠）によって愛知航空機に発注される新艦上爆撃機として計画された遠距離艦上爆撃機。設計依頼の予告のみで正式な試作発注が行われないまま、1944年（昭和19年）夏頃に計画機の整理統合などの影響を受けて計画は中止となった。中島「誉」空冷複列星型18気筒系列のエンジンを搭載する予定であり、速度性能と軽快性で艦上攻撃機「流星」を上回るように設計されている。武装は両翼に装備された20mm機銃などで、その他に二式空三号無線電信機、一式空三号隊内無線電話機、一式空三号無線帰投方位測定機の搭載が予定されていた。高速を活かしての敵航空母艦に対する先制攻撃が想定される運用だったとの説も存在する。
計画が生まれた経緯は2010年（平成22年）時点で未解明、機体の詳細も2014年（平成26年）時点で不明とされている。経緯に関しては、1941年（昭和16年）に策定された「昭和十六年度至同十九年度実用機試製計画」にて、愛知が中島飛行機とともにそれぞれ開発する計画が立てられた「十八試艦上攻撃機」と惑星が同一の存在であるとする説も唱えられている。この十八試艦攻は1943年の発注、1944年の試作機完成を予定していた。また、流星の後継機として、惑星と同様に速度を重視した「木星」という小型の艦上爆撃機の計画が存在したとする資料もある。